# Eden Lost
Eden Lost est un groupe de hard rock/heavy metal mélodique espagnol, originaire de Madrid. Le groupe est actuellement composé de cinq membres dont Ignacio Prieto (voix et guitare), Luis F. Blanca (clavier), Jesús Laso (guitare), Santi Hernandez (basse), Jorge de la Cuerda (batterie). Eden Lost est formé en 1999 par les guitaristes Jesús Laso et Javier Nieto.
Le groupe possède une large palette de style musical, combinant hard rock à des sonorités AOR et rock. Leurs paroles sont en anglais, et le groupe se popularise grâce à une bonne distribution au Japon et en Europe.

## Biographie

### Débuts (1999–2004)
Initialement orienté vers d'autres styles musicaux, le groupe se réoriente rapidement vers le hard rock, un genre qui rencontre un certain succès local notamment grâce au 1º Concurso de Versiones, organisateur des concerts Ritmo y Compás. Le groupe publie une première démo intitulée Road of Desire en 2002.

### Road of Desire(2005–2010)
En 2005, la formation se compose d'Ignacio Prieto (Atlas, Niagara, Reina de Corazones) au chant, Jesús Laso et Javier Nieto à la guitare, Javier Gallego au clavier, Enrique Moreno (Recover) à la basse, et Carlos Luján à la batterie et signe au label allemand AOR Heaven pour la publication de leur premier album studio. Road of Desire est publié en 2005 dans plusieurs pays comme l'Allemagne et le Japon et est bien accueilli par la presse spécialisée,,. Le groupe est inclus dans de nombreuses compilations comme dans la compilation Hear It! Nº 20 avec la chanson Burn, est cité au magazine allemand Rock It!, et leur chanson No Way Out accompagne la 53e édition de la revue espagnole Rock Hard. De même, la chanson Road of Desir est incluse dans la compilation Espíritus Rebeldes (1990-2005) : El Heavy Metal en España qui sélectionne les meilleures chansons heavy metal locales.
Sur scène, Eden Lost part en tournée promotionnelle pour leur album Road of Desire avec des groupes comme TNT, Bob Catley (Magnum, Avantasia, Hard Rain), Mitch Malloy (Mitch Malloy, Van Halen), Michael Bormann (Bonfire, J.R. Blackmore Group, Jaded Heart), le groupe américain Tyketto, etc ; et des groupes espagnols de hard rock comme Airless, Nexx, 91 Suite, Tony Hernando (Saratoga), ou Jorge Salán (Jeff Scott Soto, Mägo de Oz), entre autres.

### Breaking the Silence(depuis 2011)
En septembre 2011, le groupe se reforme avec Santi Hernández (Mr. Rock, Posesión, Dr Jeckyll) à la basse, et Jorge de la Cuerda à la batterie, et lance la chanson Ready to Rock incluse dans la compilation AOR for Japan, publiée au label Lume Producciones, dont les bénéfices sont reversées aux victimes du séisme de 2011 de la côte Pacifique du Tōhoku. Quelques mois plus tard, le 29 février 2012 sort Breaking the Silence, le deuxième album du groupe, publié au label Vaso Music,. L'album, produit par Jesús Laso et Javier Nieto, est mixé et masterisé par l'ingénieur-son José del Pozo (Jeff Scott Soto, Foo Fighters, Blink 182). Le groupe se sépare ensuite du guitariste Javier Nieto , qu'il remplace par Ignacio Prieto.

## Discographie
- 2005 : Road of Desire
- 2012 : Breaking the Silence